# Robocopy
Robocopy(로보카피), 또는 "Robust File Copy"(로버스트 파일 카피)는 명령 줄에서 동작하는 디렉터리 및 파일 복제 명령어이다. Robocopy 기능은 여러 옵션과 함께 Xcopy를 대체한다. 윈도우 NT 4.0의 경우 윈도우 리소스 킷의 일부로서 이용이 가능하였으며 윈도우 비스타와 윈도우 서버 2008의 표준 기능으로 첫 도입되었다. 명령어는 robocopy이다.

## 기능
Robocopy는 윈도우에 내장된 copy와 XCOPY 명령어 대비 다음과 같은 기능들로 우위를 자랑한다:
- 네트워크 간섭을 견디고 복사를 이어서 할 수 있는 기능. (불완전한 파일들은 1970-01-01 타임 스탬프로 표시해두고 복구 레코드를 포함하므로 Robocopy는 어디에서 계속할지의 여부를 알 수 있다)
- 무한 루프(/XJ)로 인해 복사 실패를 일으킬 수 있는 NTFS 정션 포인트를 건너뛰는 기능
- 명령 줄 스위치를 사용함으로써 파일 데이터와 특성을 올바르게 복사하고 원래의 타임스탬프, NTFS ACL, 소유자 정보, 감사 정보를 보존하는 기능. (/COPYALL 또는 /COPY:) 나중 버전에서는 폴더의 타임스탬프도 복사가 가능하다 (/DCOPY:T).
- 윈도우 NT "백업 권한"(backup right)의 표명(assert) 기능 (/B). 관리자는 관리자에게 읽기가 거부된 파일들을 포함하여 디렉터리 전체를 복사할 수 있다.
- 퍼시스턴스(persistence)가 기본. 파일을 열 수 없는 경우 자동 재시도 횟수를 프로그래밍할 수 있음.
- 원본에 더 이상 존재하지 않는, 목적지 밖에서 선택적으로 파일을 삭제함으로써 트리의 동기화를 유지하는 미러(mirror) 모드.
- 목적 폴더에 이미 등장하는 동일한 크기와 타임스탬프의 파일을 건너뛰는 기능.
- 지속적으로 업데이트되는 명령 줄 진행 표시기.
- 259자를 초과하는 경로를 복사할 수 있는 기능 — 이론적 제한은 약 32,000자 — 오류 없이.[2]
- 멀티스레드 복사. (윈도우 7, 윈도우 서버 2008 R2)[3]
- 배치 파일 사용 중 프로그램 종료 시 반환 코드[4].

## 버전
참고: 여러 버전의 Robocopy는 명령 줄에서 robocopy /?를 실행할 때 버전 번호를 표시하지 않는다. 그러나 실행 파일 자체에는 버전이 저장되어 있으며 이를테면 파워셸을 통해 조회가 가능하다.(gcm robocopy | fl *)
| 제품 버전 | 파일 버전        | 연도 | 기원                                                                   | 기타        |
| --------- | ---------------- | ---- | ---------------------------------------------------------------------- | ----------- |
| 1.70      | -                | 1997 | Windows NT Resource Kit                                                |             |
| 1.71      | 4.0.1.71         | 1997 | Windows NT Resource Kit                                                |             |
| 1.95      | 4.0.1.95         | 1999 | Windows 2000 Resource Kit                                              |             |
| 1.96      | 4.0.1.96         | 1999 | Windows 2000 Resource Kit                                              | © 1995-1997 |
| XP010     | 5.1.1.1010       | 2003 | Windows 2003 Resource Kit                                              |             |
| XP026     | 5.1.2600.26      | 2005 | Robocopy GUI v.3.1.2와 함께 다운로드                                   |             |
| XP027     | 5.1.10.1027      | 2008 | 다음에 기본 포함: Windows Vista, Server 2008, Windows 7, Server 2008r2 | © 1995-2004 |
| 6.1       | 6.1.7601         | 2009 | KB2639043                                                              | © 2009      |
| 6.2       | 6.2.9200         | 2012 | 다음에 기본 포함: Windows 8                                            | © 2012      |
| 6.3       | 6.3.9600         | 2013 | 다음에 기본 포함: Windows 8.1                                          | © 2013      |
| 10.0      | 10.0.10240.16384 | 2015 | 다음에 기본 포함: Windows 10                                           | © 2015      |

## 같이 보기
- 명령 줄
  - 도스 명령어 목록
  - copy
  - XCOPY
  - rsync
- GUI
  - GS RichCopy 360
  - SyncToy
  - RichCopy
  - Ultracopier